# Martha Langbein
Martha Langbein-Pensberger (née le 22 mai 1941 à Heidelberg) est une athlète allemande de l'ex-Allemagne de l'Ouest spécialiste du 100 mètres. Licenciée à l'USC Heidelberg puis au TSV Munich 1860, elle mesure 1,60 m pour 56 kg.

## Carrière

### Palmarès
| Date | Compétition           | Lieu  | Résultat | Performance |
| ---- | --------------------- | ----- | -------- | ----------- |
| 1960 | Jeux olympiques d'été | Rome  | 2e       | 44 s 8      |
| 1964 | Jeux olympiques d'été | Tokyo | 5e       | 44 s 7      |

### Records
| Épreuve    | Performance | Date |
| ---------- | ----------- | ---- |
| 100 mètres | 11 s 5      | 1964 |